# 近藤浩平
近藤 浩平（こんどう こうへい、1965年 - ）は、日本の現代音楽の作曲家。日本作曲家協議会会員、日本現代音楽協会会員。

## 略歴
1965年、兵庫県宝塚市に生まれる。作曲は独学。関西学院大学文学部美学科にて畑道也から音楽学を学ぶ。
日本の音楽展・作曲賞入選（2008年）ベルリン・ドイツ・オペラ「Klang der Welt Ostasien（世界の音・東アジア）」作曲コンクール第2位(2010年)。
2006年、ピアノ協奏曲が福村麻矢氏の独奏、パオロ・フェッラーラ氏指揮の関西フィルハーモニー管弦楽団により初演。2013年2月には、山田岳ギター、松尾祐孝指揮でギター協奏曲、『旅するギター』が初演された。現在はサラリーマンを続けながら、作曲活動を展開している。

## 作風
山や自然に関わる作品を多く作曲し、自身を「山の作曲家」と呼ぶ。この理由に近藤は、西洋クラシック音楽の作曲家たちが、都市のハイソサエティーの中で活動していたから、彼らは「町の作曲家」であり、自分はそのようなバックグラウンドを持っていない人間だからそれでいて、かれらに匹敵する高度な音楽を作りたいという意思をこの言い方に込めていると述べた。
また、左手のためのピアノ曲を数多く書いており、その曲は舘野泉にも演奏されている。

## 主要作品

### 協奏曲
- ピアノ協奏曲 Op.84
- ギター協奏曲「旅するギター」Op.131
- ヴァイオリンと打楽器の為の協奏曲　Op.110 [7]

### 左手のためのピアノ独奏曲
- 四国の山々第1集「伊予の山々」Op.174
- 左手のための2つの前奏曲「東南東の風、草のにおい」Op.153
- 左手のピアノの為の「源流への旅」」Op.143-g
- 左手の為のソナタ「高層湿原の旅」～舘野泉のために～ Op.134
- 南の海へ小舟にて漕ぎ出せ Op.128
- ひとのふるさと～左手のソロの為の Op.127
- 海辺の雪～震災と津波の犠牲者への追悼～ Op.122
- 海辺の祈り～震災と原子炉の犠牲者への追悼～ Op.121 左手ピアノ版
- 海とカルスト Op.98

### 室内楽曲
- ヴィオラ・ソナタ「2月の森」Op.120

### 全般
- 山の作曲家、近藤浩平 - 近藤浩平公式サイト
- 近藤浩平の楽譜 - 国際楽譜ライブラリープロジェクト